# JBW
JBW je nekdanje britansko moštvo Formule 1, ki je v prvenstvu sodelovalo med sezonama 1959 in 1961. Moštvo je nastopilo na petih dirkah, na katerih je edini dirkač moštva Brian Naylor dosegel le eno uvrstitev, trinajsto mesto na Veliki nagradi Velike Britanije v sezoni 1960.

## Popoln pregled rezultatov
(legenda) (odebeljene dirke pomenijo najboljši štartni položaj, poševne najhitrejši krog, ‡ - uvrščen, kljub odstopu)
| Leto | Šasija       | Motor      | Gume | Dirkači             | 1   | 2       | 3   | 4   | 5      | 6   | 7       | 8   | 9       | 10      | 11 | Toč | Prv |
| ---- | ------------ | ---------- | ---- | ------------------- | --- | ------- | --- | --- | ------ | --- | ------- | --- | ------- | ------- | -- | --- | --- |
| 1959 | Brian Naylor | J B Naylor | JBW  | Maserati Straight-4 | MON | 500     | NIZ | FRA | VB Ret | NEM | POR     | ITA | ZDA     |         |    | -   | 0   |
| 1960 | Brian Naylor | J B Naylor | JBW  | Maserati Straight-4 | ARG | MON DNQ | 500 | NIZ | BEL    | FRA | VB 13   | POR | ITA Ret | ZDA Ret |    | -   | 0   |
| 1961 | Brian Naylor | J B Naylor | JBW  | Climax Straight-4   | MON | NIZ     | BEL | FRA | VB     | NEM | ITA Ret | ZDA |         |         |    | -   | 0   |